# Pireella filicina
Pireella filicina là một loài Rêu trong họ Pterobryaceae. Loài này được (Hedw.) Cardot miêu tả khoa học đầu tiên năm 1913.